# Décode pas Bunny
Décode pas Bunny est une émission télévisée française pour la jeunesse diffusée du 24 décembre 1988 au 27 décembre 2000 sur Canal+. D'abord en crypté, puis en clair dès le 15 décembre 1990.

## Principe
L'émission est présentée par Bugs Bunny et la plupart des toons de Warner Bros., via des images détournées de cartoons et redoublées. Ces séquences servant de transition, souvent humoristiques, entre des cartoons, des épisodes de séries télévisées d'animation Warner ou sitcoms.
Une première partie était consacrée aux classiques des Looney Tunes (Bugs Bunny, Daffy Duck, Titi et Grosminet, Speedy Gonzales, Bip Bip et Coyote, Charlie le coq, Sam le pirate, Pépé le putois…) où les personnages recevaient par l'intermédiaire du personnage fictif "Jean-Paul Dubost", une lettre d'un enfant accompagnée d'un dessin de celui-ci. La seconde partie faisait la part belle aux nouvelles productions Warner Bros.. 

## Versions étrangères
L'émission a été adaptée en Belgique, en Pologne, en Espagne sur TVE sous le titre La Hora Warner, et en Amérique Latine sous le titre Ahora Warner. Décode pas Bunny est aussi l'équivalent français du Bugs Bunny Show.

## Distribution

### Premierdoublage (1985/9-1998)
- Guy Piérauld : Bugs Bunny
- Patrick Guillemin : Daffy Duck, Taz, Sylvestre / Grosminet, Sam le Pirate, Vil Coyote, Charlie le coq, Pépé le putois, Porky Pig
- Brigitte Moati : Titi

### Second doublage (1998-2000)
- Gérard Surugue : Bugs Bunny
- Patrick Guillemin : Daffy Duck / Taz / Pépé le putois
- Patricia Legrand : Titi / Hazel la sorcière
- Patrick Préjean : Grosminet / Sam le pirate
- Michel Mella : Porky Pig / Speedy Gonzales

## Cartoons
- Bip Bip et Coyote
- Charlie le coq
- Daffy Duck
- Elmer Fudd
- Marvin le Martien
- Porky Pig
- Pépé le putois
- Sam le Pirate
- Speedy Gonzales
- Titi et Grosminet

## Séries télévisées d'animation
- Le Plein de super[1]
- Beetlejuice (saison 1 à 3)
- Les Tiny Toons
- Du côté de chez Alf
- Le Diable de Tasmanie
- Batman
- Les Animaniacs
- Sylvestre et Titi mènent l'enquête (saison 1)
- Freakazoid
- Superman, l'Ange de Metropolis
- Batman, la relève
- Minus et Cortex
- Inspecteur Poisson

## Sitcoms
- Sois prof et tais-toi ![1]
- Meego